# 恰如細語般的戀歌
《恰如細語般的戀歌》是竹嶋笑空所創作的日本漫畫，開始連載於Comic百合姬2019年4月號。2023年1月13日，宣佈將改編為電視動畫。電視動畫於2024年4月13日首播。
本作在下一部漫畫大獎2020的紙本漫畫類別中獲得第18名。截至2024年7月，漫畫累積銷量超過100萬卷。

## 登場人物
木野陽鞠（聲：嶋野花）
高一女學生，天真無邪又開朗的性格，觀看「SSGIRLS」樂隊演出時，覺得身為主唱的朝凪依非常帥氣，對初次見面的依表達了自己的心情。自稱「一見鍾情」，然而實際上是來自於對主唱的憧憬，只是成為粉絲的意思（裡面不包含戀愛要素的意思，用詞的用法有些異於常人）。認為依對她的一見鍾情也是出於同樣的理由。被依認為「非常可愛」。
朝凪依（聲：瀨戶麻沙美）
高三女學生，外表看起來十分冷傲，內在卻有少女心，在樂隊中是主唱兼吉他。重度貓控，最喜歡的是俄羅斯藍貓。對貓咪商品情有獨鍾，即使是不合理的請求，只要用貓咪商品誘惑，她也會答應。上課時會戴眼鏡。喜歡自己唱歌，例如，放學後在天台上彈吉他唱歌。當她在「SSGIRLS」樂隊中演奏時，發現與朋友一起演奏很有價值，後來決定繼續在樂隊中演奏。
水口亞季（聲：小松未可子）
未希的姊姊。與依十分要好的同學，她有一頭中長的頭髮，左眼下方有一顆痣，性格非常積極開朗。她和木野陽鞠從小就認識，但這件事對朝凪依保密（理由是因為覺得很有趣）。在「SSGIRLS」樂隊裡是貝斯手。與泉志帆於漫畫第47話正式交往。
筒井真理（聲：小原好美）
筒井家的大小姐。亞季在輕音部的親友，「SSGIRLS」樂隊的鼓手擔當。身材嬌小，和香織總是在一起，她會用“橘香織”的全名來稱呼她（基本上都是用全名來稱呼別人）。
橘香織（聲：加隈亞衣）
亞季在輕音部的親友，「SSGIRLS」樂隊的鍵盤擔當。她留著短髮，個子很高（約170公分），說話拖沓，性格隨和。常常閉著眼睛，有著明顯的虎牙（偶爾會睜開眼睛，但看起來很有威懾力）。
泉志帆（聲：根本優奈）
音樂天才少女，精通小提琴和吉他。性格要強，不甘人後，對待音樂認真嚴格。前「SSGIRLS」樂隊的成員，現與天澤始和里宮百百花組建‘羅蕾萊’樂隊，擔任吉他手兼主唱。料理研究社的掛名部員（幽靈社員）之一。與水口亞季於漫畫第47話正式交往。
里宮百百花（聲：上田麗奈）
料理研究社的社長學姐，但幾乎獨自在做活動。以無法令陽鞠拒絕的好意將她拉入社團。
天澤始（聲：安濟知佳）
‘羅蕾萊’樂隊的鼓手。曾經是長笛手，父親是知名的音樂家。在加入樂隊之前沒有接觸過爵士鼓，但她的實力得到了志帆的認可。料理研究社的掛名部員（幽靈社員）之一。
水口未希（聲：古賀葵）
和陽鞠從小學到高中的親友。是粘著姊姊亞季不放的孩子。有著長髮，並用髮夾固定前劉海，嘴角有顆痣。是吹奏樂社的成員。為了陽鞠收集朝凪依的資訊，間接地幫助兩人建立了聯絡。

## 出版書籍
| 卷數 | 一迅社        | 一迅社                                                  | 青文出版      | 青文出版                                                |
| 卷數 | 發售日期      | ISBN                                                    | 發售日期      | ISBN                                                    |
| ---- | ------------- | ------------------------------------------------------- | ------------- | ------------------------------------------------------- |
| 1    | 2019年6月18日 | ISBN 978-4-7580-7950-1                                  | 2020年4月9日  | ISBN 978-986-512-307-9                                  |
| 2    | 2020年1月17日 | ISBN 978-4-7580-2074-9                                  | 2021年1月7日  | ISBN 978-986-512-595-0                                  |
| 3    | 2020年7月17日 | ISBN 978-4-7580-2135-7                                  | 2021年8月18日 | ISBN 978-626-303-508-9                                  |
| 4    | 2021年1月18日 | ISBN 978-4-7580-2201-9                                  | 2022年2月21日 | ISBN 978-626-303-978-0                                  |
| 5    | 2021年9月17日 | ISBN 978-4-7580-2294-1                                  | 2022年7月18日 | ISBN 978-626-322-776-7                                  |
| 6    | 2022年4月18日 | ISBN 978-4-7580-2397-9                                  | 2023年1月16日 | ISBN 978-626-340-431-1                                  |
| 7    | 2023年1月18日 | ISBN 978-4-7580-2491-4                                  | 2023年7月17日 | ISBN 978-626-362-013-1                                  |
| 8    | 2023年7月18日 | ISBN 978-4-7580-2578-2                                  | 2024年2月5日  | ISBN 978-626-383-018-9                                  |
| 9    | 2024年3月18日 | ISBN 978-4-7580-2694-9 ISBN 978-4-7580-2695-6（特裝版） | 2024年7月31日 | ISBN 978-626-399-225-2 ISBN 978-626-399-226-9（特別版） |
| 10   | 2024年7月29日 | ISBN 978-4-7580-2742-7 ISBN 978-4-7580-2743-4（特裝版） | 2025年7月9日  | ISBN 978-626-422-598-4                                  |
| 11   | 2025年6月27日 | ISBN 978-4-7580-2926-1 ISBN 978-4-7580-2927-8（特裝版） |               |                                                         |

## 電視動畫
2023年1月13日，宣佈將獲改編為電視動畫。原定導演是臺灣出身的蔡欣亞，然而因健康問題，後改為真野玲，播放時間則由2024年1月延期至4月。因製作原因，於6月8日及6月15日播放2話特別篇，6月22日與6月29日播放第9話與第10話，第11話與第12話延期至12月29日播放。

### 製作人員
- 原作：
- 導演：真野玲
- 系列構成：內田裕基
- 人物設定：吉田南
- 動畫製作：橫濱動畫研究所、Cloud Hearts[註 3]

### 主題曲
片頭曲Follow your arrows
SSGIRLS（笹倉かな）演唱。作詞：藤林聖子，作曲、編曲：黑須克彥
第1话作片尾曲，第6、7、10话未使用。
片尾曲
ギフティ（第2—5話）
木野陽鞠（嶋野花）演唱。作詞、作曲：渡邊翔、編曲：渡邊拓也
（第8—10話）
羅蕾萊（水上スイ）演唱。作詞、作曲：渡邊翔，編曲：渡邊拓也
插入曲
Humming Love（第1、6、12话）
SSGIRLS（笹倉かな）演唱。作詞：藤林聖子，作曲、編曲：黑須克彥
（第1、12话）
朝凪依（笹倉かな）演唱。作曲：，編曲：住谷翔平
（第1话）
朝凪依（笹倉かな）演唱。作詞：，作曲：黑須克彥，編曲：住谷翔平
Sunny Spot（第6话）
SSGIRLS（笹倉かな）演唱。作曲：喜介，作曲、编曲：黑须克彦
（第7话）
SSGIRLS（笹倉かな）演唱。作词、作曲：渡边翔，编曲：渡边拓也
（第7话）
罗蕾莱（水上スイ）演唱。作词、作曲：渡边翔，编曲：渡边拓也
（第11话）
罗蕾莱（水上スイ）演唱。作词、作曲：渡边翔，编曲：渡边拓也
Time Flies（第12话）
SSGIRLS（笹倉かな）演唱。作词：喜介，作曲、编曲：黑须克彦
（第12话）
水口亚季（小松未可子）演唱。作词：六见纯代，作曲、编曲：佐佐木裕

### 各話列表
| 話數   | 標題                       | 劇本     | 分鏡     | 演出               | 作畫監督                                                                                                   | 總作畫監督 | 首播日期       |
| ------ | -------------------------- | -------- | -------- | ------------------ | --- | ---------- | -------------- |
| 第1話  | 頂樓、吉他、與學姐。       | 內田裕基 | 蔡欣亞   | 武藤信宏、橋本有加 | 川久保美冴、吉田南、能地清、若山政志、阪野日香莉、加藤清司郎                                               |            | 2024年 4月14日 |
| 第2話  | 喜歡、約會、然後…          | 內田裕基 | 雨音憐香 | 川部真也           | 小井聖令奈、川久保美冴、阪野日香莉、能地清、吉田南、村上龍之介                                             | 4月21日    |                |
| 第3話  | 告白、與不知所措。         | 大友美奈 | 小坂春女 | 河村彩             | Studio時雨                                                                                                 | 吉田南     | 4月28日        |
| 第4話  | 進展、焦急，與平靜的決心。 | 丰田百香 |          | 井端義秀           | Won Chang hee、Kim Hye jeong                                                                               | 吉田南     | 5月5日         |
| 第5話  | 回家路上、相遇與，约定。   | 大西雄仁 | 细田直人 | 川部真也           | 小井圣令奈、BANHUI                                                                                         |            | 5月12日        |
| 第6話  | 一见钟情、與约定的日子。   | 內田裕基 | 村田和也 | 武藤信宏           | 能地清、泉坂司、金到瑛、BANHUI                                                                             | 5月19日    |                |
| 第7話  | 過去、歌、與秘密。         | 內田裕基 | 仲村真、 |                    | Won Chang hee、Lim Keun soo、Fandongdong、SunJiwei、Wei Xu Long                                            | 不適用     | 5月26日        |
| 第8話  | 曾经的梦想與朋友。         | 豐田百香 | 不適用   | 矢口圓             | Fandongdong、SunJiwei、Wei Xu Long、                                                                       | 不適用     | 6月2日         |
| 第9話  | 計畫、失敗、與波瀾。       | 大友奈美 | 不適用   | 高瀨須美佳         | Kim Yoon jung、Lim Keun soo、SunJiwei、Wei Xu Long、FanDongdong                                            | 不適用     | 6月23日        |
| 第10話 | 那天的記憶、那天的心情。   | 大西雄仁 | 柴田和紀 | 上野謙矢           | 澤佳岳、ZEEN、HSM                                                                                          | 不適用     | 6月30日        |
| 第11話 | 對峙，與交錯的誤會。       | 大西雄仁 | 山岡實   | 真野玲、高瀨須美佳 | Lim Sou Kyoung、Kim Yoon jung、Lim Keun soo、FanDongdong、SunJiwei、Wei Xu Long、橋本有里                  | 川久保美冴 | 12月29日       |
| 第12話 | 想傳達給妳的那首歌         | 大西雄仁 | 真野玲   | 鈴木真彥           | 川久保美冴、小井聖令奈、武部美代子、芝田千紗、能地清、飯塚葉子、佐藤桂、FanDongdong、SunJiwei、Wei Xu Long |            | 12月29日       |

### BD
原預定於2024年9月13日起依次發售全4卷，但由於製作公司問題而宣布延期，最終於2025年1月7日宣布取消發售。

## 備註
1. ↑  在這之前，蔡欣亞曾任電視動畫《天才王子的赤字國家重生術》副導演。
2. ↑  11、12話連續播放
3. ↑  第11話、第12話製作名單中未列出其公司名

## 外部連結
- 官方網站（日語）
- 漫畫連載網站（日語）
- 恰如細語般的戀歌的X（前Twitter）（日語）
- 電視動畫官方網站（日語）
- 電視動畫的X（前Twitter）（日語）